# Palača Capodimonte
Kraljevska palača Capodimonte (tal. Reggia di Capodimonte) velika je palača u Napulju, Italija. Nekada je to bila ljetna rezidencija i lovačka kuća Burbonskih kraljeva obiju Sicilija, jedna od dvije kraljevske palače u Napulju. Danas se sastoji od Nacionalnog muzeja Capodimonte i Kraljevske šume (tal. Museo e Real Bosco di Capodimonte). Palača je izgrađena na nešto hladnijoj lokaciji na vrhu brda (Capodimonte znači "vrh brda") odmah izvan grada, s urbanim Napuljem koji se kasnije proširio oko nje.

## Povijest
Godine 1738. kralj Karlo VII od Napulja i Sicilije (kasnije Karlo III, kralj Španjolske ) odlučio je sagraditi lovačku kuću na brdu Capodimonte. Zatim je odlučio da će umjesto toga sagraditi veliku palaču (Kraljevsku palaču, jer na talijanskom Reggia znači Kraljevska), djelomično zato što je njegova postojeća rezidencija, Palača Portici, bila premalena da primi njegov dvor, a djelomično zato što je trebao mjesto za čuvanje fantastične zbirku umjetnina Farnese koju je naslijedio od svoje majke, Elisabette Farnese, posljednjeg potomka suverene vojvodske obitelji Parme.
Zadužio je Angela Carasalea, Giovannija Antonija Medrana i Antonija Canevarija da ga sagrade. Radovi su započeli u kolovozu 1738., ali je trebalo više od jednog stoljeća da se dovrše, djelomično zbog poteškoća u transportu piperna, korištene vulkanske stijene, iz kamenoloma u Pianuri. Budući da svi sačuvani crteži nose Medranov potpis, većina mu znanstvenika pripisuje potpunu zaslugu. Štoviše, fasada ima malo toga zajedničkog s Canevarijevim opusom. Njegova trezvena artikulacija bliža je herreranskim spomenicima u Španjolskoj i rezultatima vojnog inženjera Medrana. Arhitektonsko posuđivanje nikada nije bilo neutralno, au Capodimonteu su takve značajke uskladile palaču s drugim kraljevskim građevinama, čime su je označile kao člana blisko povezane obitelji krunskih struktura. Značajke izvučene iz Španjolske, Teatro di San Carlo i Palazzo Reale, čini se, upućuju na to da je Medrano nadgledao dizajn. Dobro je poznavao španjolske spomenike, obnovio je Palazzo Reale i izgradio kazalište. Medrano je vjerojatno dizajnirao stepenice, jer njihova prepoznatljiva svjetla u obliku slova C podsjećaju na ona koja je dizajnirao za San Carlo.
Godine 1758. otvoren je prvi dio palače i unesena zbirka umjetnina. Godine 1759. Ferdinand I. naslijedio je svog oca Karla, a sljedeće godine imenovao je arhitekta Ferdinanda Fugu da nadgleda radove na palači i zemljištu. Godine 1787., prema savjetu Jacoba Philippa Hackerta, stvoren je laboratorij za restauraciju slika.
Kada je 1799. godine proglašena Partenopejska republika, Ferdinand je pobjegao u Palermo na brodu Nelson 's Vanguard, ponijevši sa sobom najvrjednije predmete iz palače. Ono što je ostalo opljačkale su francuske trupe generala Championneta koje su tamo bile smještene. Tijekom 10 godina francuske okupacije (1806.-1815.), palača je bila rezidencija Josepha Bonapartea, a zatim Joachima Murata. Zbirka umjetnina prebačena je u Napuljski nacionalni arheološki muzej . Kada se Ferdinand vratio sa Sicilije 1815. godine, zaposlio je mnoge slikare i kipare da rade na uređenju palače.
Franjo I.  naslijedio je svog oca Ferdinanda 1825. godine i imenovao arhitekta Antonija Niccolinija da nadgleda radove na palači. Niccolini je dodao monumentalna stubišta i nove apartmane soba za kraljevsku obitelj, nastavljajući s radom kada je Ferdinand II. naslijedio Francesca I. 1830. Palača je konačno dovršena 1840., a dodana je i galerija sa suvremenom umjetnošću.
S talijanskim ujedinjenjem, kraljevska palača je 1861. godine pripala kući Savoja koja ju je koristila kao rezidenciju i također dopunila umjetničkim zbirkama, imenujući Domenica Morellija kao savjetnika za nove akvizicije. Dodali su i opsežnu zbirku povijesnog vatrenog i drugog oružja. Godine 1866. budoar Marije Amalije od Saske prebačen je u Capodimonte iz palače Portici, a 1877. iz rimske vile na Capriju donesen je mramorni pod iz rimskog doba.
Početkom 20. stoljeća palača je postala rezidencija kneževa od Aoste. Zatim je 1920. postao vlasništvo talijanske države. Godine 1950. postao je muzej s mnogim eksponatima koji su vraćeni iz Zemaljskog muzeja.

## Interijer
Na prvom i drugom katu nalazi se Nacionalna galerija ( Galleria Nazionale ).
Drugdje u palači kraljevski apartmani opremljeni su starinskim namještajem iz 18. stoljeća i zbirkom porculana i majolike iz raznih kraljevskih rezidencija. Čuvena tvornica porculana Capodimonte bila je neposredno uz palaču; započeo ga je 1743. godine burbonski kralj Charles.

## Vrtovi
Palača se nalazi u Bosco di Capodimonte ('Šuma na vrhu brda'), sada parku, koji je služio kao kraljevski rezervat za lov.

## Vanjske poveznice
|  | Zajednički poslužitelj ima još gradiva o temi Palača Capodimonte |

- (tal.) Službena stranica